# Rafał Blechacz
Rafał Blechacz (n. 30 iunie 1985, Nakło nad Notecią, Polonia) este un pianist polonez câștigător al Premiului I la a XV-cea ediție a concursului internațional pentru pian Frédéric Chopin din Varșovia în anul 2005. Acest concurs - recunoscut pentru gradul mare de dificultate - încoronează, tot la cinci ani, un talent excepțional, deschizând laureatului poarta către o carieră artistică promițătoare. Printre foștii laureați ai concursului se regăsesc nume mari ca Adam Harasiewicz, Martha Argerich, Maurizio Pollini sau Krystian Zimerman. Pe 21 octombrie 2005, Rafał Blechacz a devenit singurul câștigător al premiului I care a câștigat și premiile pentru poloneză, mazurcă, sonată și concert. Diferența dintre el și ceilalți candidați a fost așa de mare încât nu s-a mai acordat premiul al II-lea.